# Lịch sử chế độ nô lệ
Lịch sử chế độ nô lệ kéo dài qua nhiều nền văn hóa, quốc tịch và tôn giáo từ thời cổ đại cho đến ngày nay. Tuy nhiên, vị trí xã hội, kinh tế và pháp lý của các nô lệ đã khác nhau rất nhiều trong các hệ thống nô lệ khác nhau ở những thời điểm và địa điểm khác nhau.
Chế độ nô lệ xảy ra tương đối hiếm khi giữa các quần thể thợ săn hái lượm  vì nó phát triển trong các điều kiện phân tầng xã hội. Chế độ nô lệ hoạt động trong các nền văn minh đầu tiên (như Sumer ở Mesopotamia, có từ năm 3500 TCN). Các đặc điểm nô lệ trong Bộ luật Lưỡng Hà của người Lưỡng Hà (khoảng năm 1860 TCN), trong đó đề cập đến nó như là một tổ chức được thành lập. Chế độ nô lệ trở nên phổ biến ở hầu hết châu Âu trong thời kỳ đầu Trung cổ và nó tiếp tục trong các thế kỷ tiếp theo. Các cuộc chiến tranh Byzantine-Ottoman (1265-1479) và các cuộc chiến Ottoman ở châu Âu (thế kỷ 14 đến thế kỷ 20) đã dẫn đến việc bắt giữ một số lượng lớn nô lệ Kitô giáo. Hà Lan, Pháp, Tây Ban Nha, Bồ Đào Nha, Anh và một số vương quốc Tây Phi đã đóng một vai trò nổi bật trong buôn bán nô lệ Đại Tây Dương, đặc biệt là sau năm 1600. Cộng hòa Ragusa trở thành quốc gia châu Âu đầu tiên cấm buôn bán nô lệ vào năm 1416. Trong thời hiện đại, Đan Mạch-Na Uy đã bãi bỏ việc buôn bán nô lệ vào năm 1802.
Mặc dù chế độ nô lệ không còn hợp pháp ở bất cứ nơi nào trên thế giới (ngoại trừ lao động hình sự), nạn buôn người vẫn là một vấn đề quốc tế. Tính đến  năm 2013 ước tính 25-40 triệu người đã bị bắt làm nô lệ, phần lớn ở châu Á. Trong cuộc nội chiến Sudan lần thứ hai năm 1983, người dân đã bị bắt làm nô lệ. Bằng chứng xuất hiện vào cuối những năm 1990 của chế độ nô lệ trẻ em có hệ thống và buôn bán người trên các đồn điền ca cao ở Tây Phi.
Chế độ nô lệ trong thế kỷ 21 vẫn tiếp tục, với mười quốc gia hàng đầu có tỷ lệ phổ biến cao nhất theo Chỉ số nô lệ toàn cầu là Bắc Triều Tiên, Eritrea, Burundi, Cộng hòa Trung Phi, Afghanistan, Mauritania, Nam Sudan, Pakistan, Campuchia và Iran. Mặc dù Mauritania đã hình sự hóa chế độ nô lệ vào tháng 8 năm 2007, ước tính có khoảng 600.000 đàn ông, phụ nữ và trẻ em, 20% dân số Mauritania, hiện đang bị bắt làm nô lệ, nhiều người được sử dụng làm lao động để trả nợ. Các tổ chức Hồi giáo như Nhà nước Hồi giáo Iraq và Levant và Boko Haram đã bắt cóc và phụ nữ và trẻ em làm nô lệ (thường để làm nô lệ tình dục).